# Arisaema serratum
Arisaema serratum är en kallaväxtart som först beskrevs av Carl Peter Thunberg, och fick sitt nu gällande namn av Heinrich Wilhelm Schott. Arisaema serratum ingår i släktet Arisaema och familjen kallaväxter.

## Underarter
Arten delas in i följande underarter:
- A. s. izuense
- A. s. mayebarae
- A. s. serratum
- A. s. suwoense

## Bildgalleri

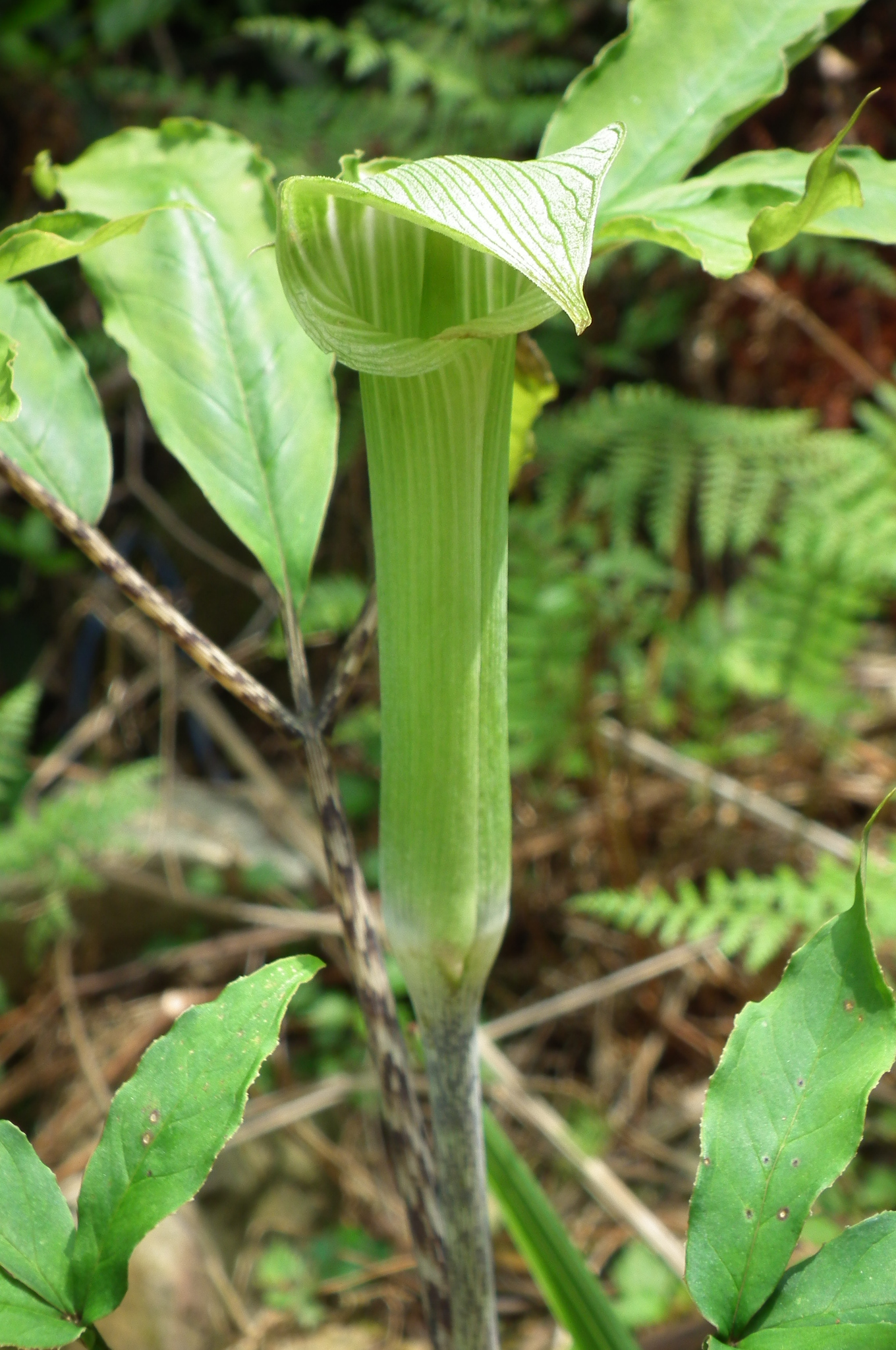
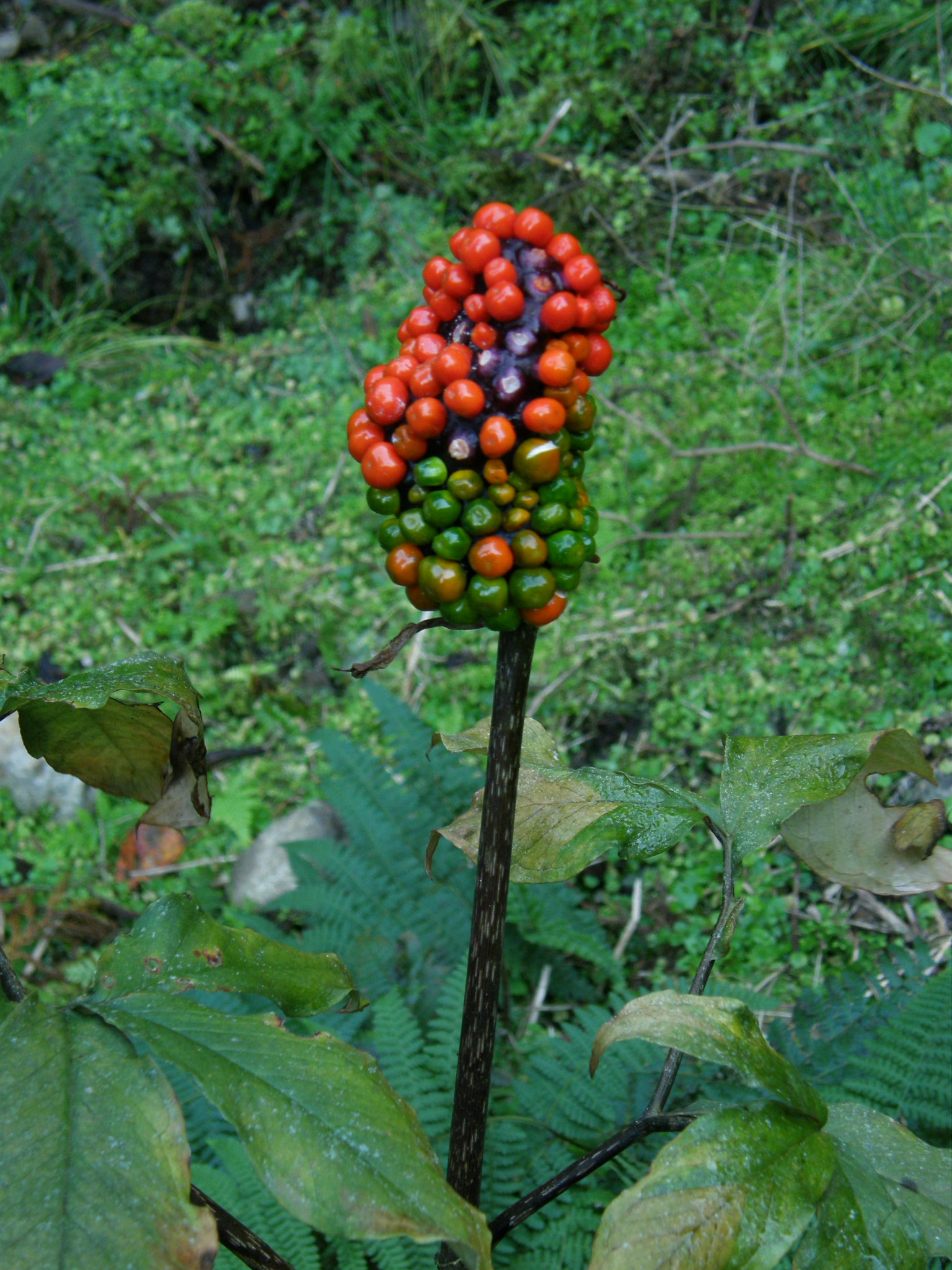
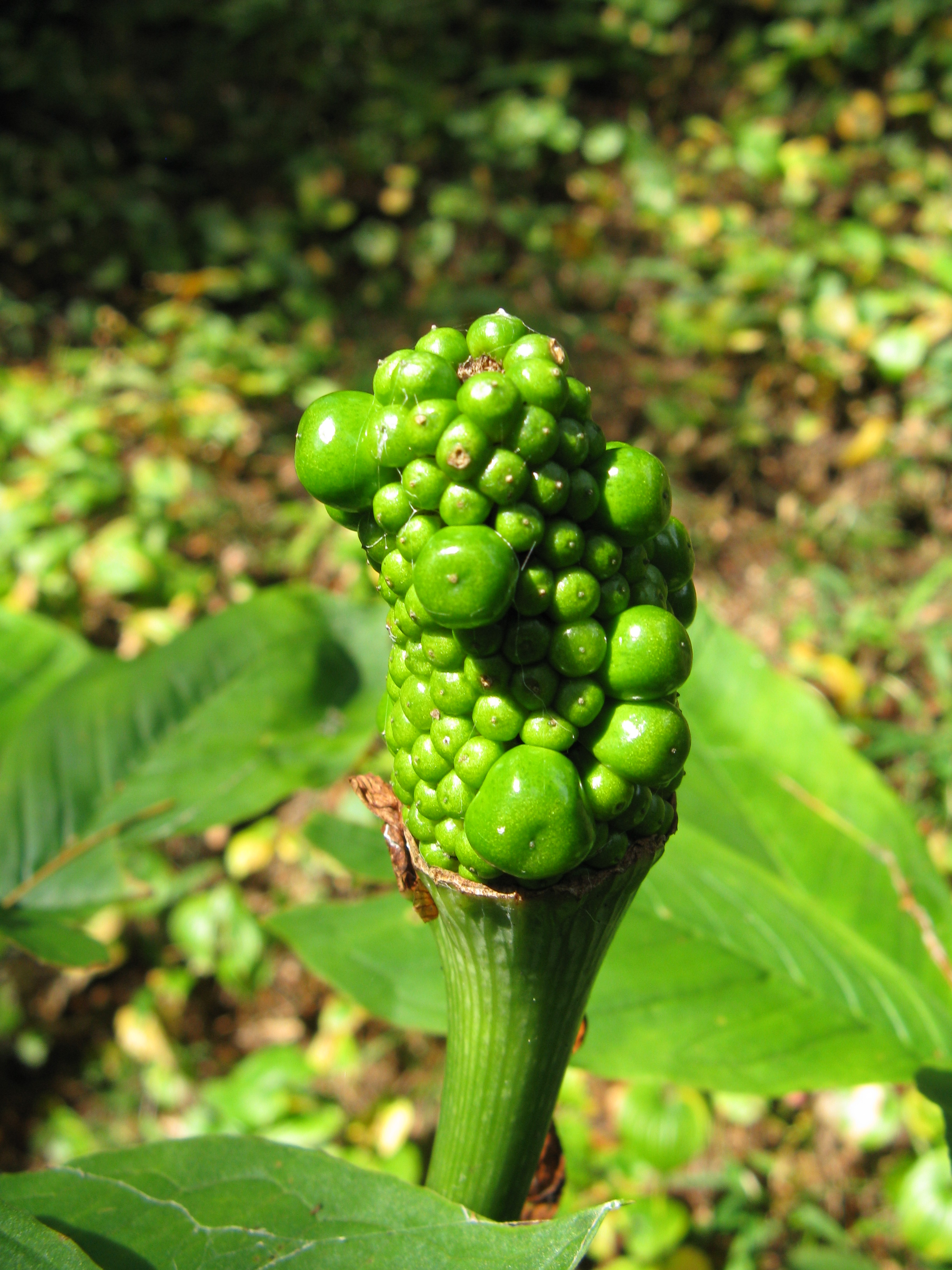
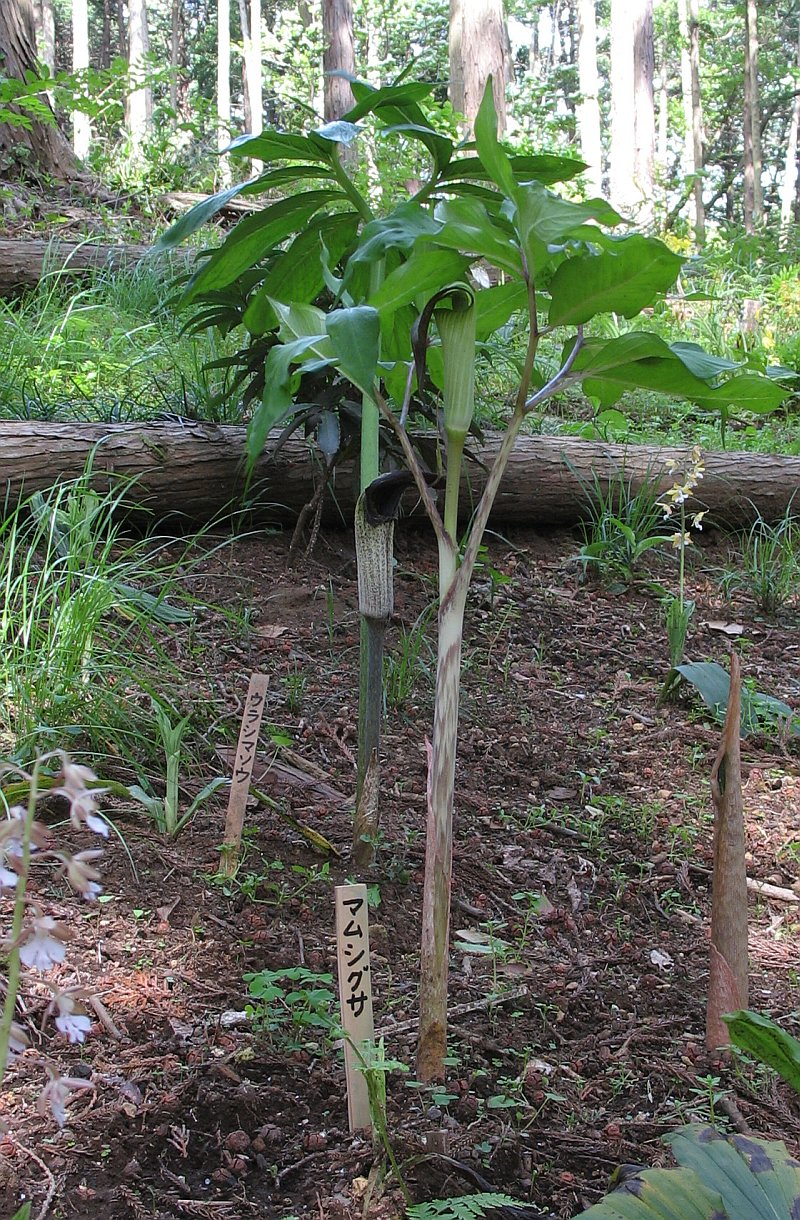